# Diptychon (Musik)
Als Diptychon werden gelegentlich musikalische Werke bezeichnet, die aus zwei Teilen bestehen. Die Bezeichnung ist angelehnt an den Begriff Diptychon aus der bildenden Kunst für ein zweigeteiltes Gemälde oder eine zweiteilige Relieftafel.

## Beispiele
- Diptychon von Volker Felgenhauer, op. 40, 2011 für Klavier, Schlagzeug und Streicher
- Diptychon (Tabu-Mana) von Bengt Hambraeus 1951/1952, zwei rituelle Tänze für Flöte, Oboe, Viola, Celesta und Cembalo
- Johannes-Passion und Johannes-Ostern von Sofia Asgatowna Gubaidulina 2000/2002, ein Diptychon über Tod und Auferstehung Christi
- Symphony-Diptychon von Feliksas Romualdas Bajoras nach Motiven aus seiner Oper Dievo avinėlis, 1989 preisgekrönt